# Adrien Meunier
Pour les articles homonymes, voir Meunier.
Adrien Meunier, né le 23 décembre 1905 et mort le 31 octobre 1971, est un avocat et homme politique fédéral du Québec.

## Biographie
Hormidas-Adrien Lapierre-dit-Meunier est né à Saint-Liboire en Montérégie d'un père qui s'appelle Exultère Lapierre-dit-Meunier, cultivateur, et de Alida Grandpré. Il tente de se faire élire une première fois à titre de candidat libéral dans la circonscription de Papineau, mais fut défait par le candidat indépendant et maire de Montréal Camillien Houde. Il se représenta en 1953, cette fois-ci à titre de candidat libéral indépendant, et le remportant contre le candidat libéral officiel Émile Dufresne. Il ne ralliera le caucus du Parti libéral qu'à la fin de son mandat en 1957. Réélu en 1957, 1958 et en 1962, il ne se représenta pas 1963 laissant le champ libre au futur ministre libéral Guy Favreau.